# Hans Kranck
Hans Kranck eller Hannu Krankka, död cirka 1630, var en finsk krigare från Limingo.
Efter att Sydösterbottens klubbekrigare lidit nederlag blev han Nordösterbottens härs chef. Vid Santavuori led han nederlag mot Clas Eriksson Fleming och satt därefter fången på Åbo slott. Han befriades ur sin fångenskap efter hertig Karls erövring av borgen 1597.
Kranck deltog därefter i flera expeditioner till andra sidan östgränsen.